# جان استففسن
جان استففسن (انگلیسی: John Steffensen؛ زادهٔ ۳۰ اوت ۱۹۸۲) ورزشکار دو و میدانی اهل استرالیا است.